# Lophophora latipennis
Lophophora latipennis är en fjärilsart som beskrevs av Herrich-Schäffer 1870. Lophophora latipennis ingår i släktet Lophophora och familjen nattflyn. Inga underarter finns listade i Catalogue of Life.